# Horst von der Planitz
Karl Eugen Horst Edler von der Planitz (Dresden, 11. kolovoza 1859. – Dresden, 9. lipnja 1941.) je bio njemački general i vojni zapovjednik. Tijekom Prvog svjetskog rata zapovijedao je 32. pješačkom divizijom, te XII., XXV. pričuvnim i XII. pričuvnim korpusom na Zapadnom bojištu.

## Vojna karijera
Horst von der Planitz rođen je 11. kolovoza 1859. u Dresdenu. U sasku vojsku stupio je 1877. godine služeći u 108. pješačkoj pukovniji. U ožujku 1878. promaknut je u čin poručnika, nakon čega je premješten na službu u 105. pješačku pukovniju. Čin satnika dostiže u svibnju 1891., nakon čega pohađa Prusku vojnu akademiju u Berlinu. U travnju 1898. unaprijeđen je u bojnika, da bi potom služio u Glavnom stožeru. Od 1904. radi kao načelnik odjela u saskom ministarstvu rata u kojem se nalazi do siječnja 1906. kada je premješten u 108. pješačku pukovniju. U međuvremenu je, u rujnu 1903., promaknut u čin potpukovnika, a u rujnu 1905. u čin pukovnika.
Von der Planitz je u ožujku 1910. promaknut u čin general bojnika, te imenovan zapovjednikom 46. pješačke brigade. U rujnu 1911. imenovan je načelnikom stožera Kraljevske saske vojske koju dužnost obnaša do ožujka     
1913. kada postaje zapovjednikom 32. pješačke divizije smještene u Bautzenu. Na čelu navedene divizije dočekuje i početak Prvog svjetskog rata. U međuvremenu je, u ožujku 1913., promaknut u čin general poručnika.

## Prvi svjetski rat
Na početku Prvog svjetskog rata 32. pješačka divizija nalazila se u sastavu 3. armije kojom je na Zapadnom bojištu zapovijedao Max von Hausen. Zapovijedajući navedenom divizijom von der Planitz sudjeluje u okupaciji Luksemburga, te potom u Prvoj bitci na Marni. Nakon toga divizija se nalazila na relativno mirnom dijelu bojišta, te tijekom 1915. nije sudjelovala u značajnijim borbama.
U travnju 1916. Planitz preuzima zapovjedništvo nad XII. korpusom zamijenivši na tom mjestu Karla Ludwiga d'Elsu koji je postao zapovjednikom Armijskog odjela A. U travnju 1917. promaknut je u generala pješaštva, dok je 20. svibnja 1917. odlikovan ordenom Pour le Mérite. U ljeto te godine von der Planitz se razbolio, te se zbog bolesti nalazio određeno vrijeme na dopustu. Nakon što mu se zdravstveno stanje poboljšalo, u studenom 1917. je imenovan zapovjednikom XXV. pričuvnog korpusa. Navedenim korpusom zapovijeda međutim, svega mjesec dana jer je već u prosincu imenovan zapovjednikom XII. pričuvnog korpusa zamijenivši na tom mjestu Hansa von Kirchbacha. Zbog lošeg zdravlja Planitz je u srpnju 1918. zatražio da ga se razriješi dužnosti zapovjednika čemu mu je i udovoljeno.

## Poslije rata
Nakon završetka rata von der Planitz se ponovno oženio. Naime, njegova prva žena Marga von Koppenfels je preminula u ljeto 1917. godine, a jednako tako je umro i njihov sin Karl koji je poginuo u borbama na početku Prvog svjetskog rata. Planitz je tako u rujnu 1922. sklopio drugi brak s Herthom von Funke.
Horst von der Planitz preminuo je 9. lipnja 1941. godine u 82. godini života u Dresdenu. 

## Vanjske poveznice
(eng.) Horst von der Planitz na stranici Prussianmachine.com

(njem.) Horst von der Planitz na stranici Deutschland14-18.de